# Buluh Cina
Buluh Cina is een bestuurslaag in het regentschap Kampar van de provincie Riau, Indonesië. Buluh Cina telt 1291 inwoners (volkstelling 2010).